# مرکزهای تاریخی برت و گیروکاستر
مرکزهای تاریخی برت و گیروکاستر
این مکان در سال ۲۰۰۸ در میراث جهانی یونسکو به ثبت رسید.
برات همزیستی جوامع مختلف مذهبی و فرهنگی را برای قرن‌ها نشان می‌دهد. این قلعه در قرن ۱۳ ساخته شده‌است هر چند که ریشه‌های آن به قرن چهارم قبل از میلاد می‌رسد که شامل تعداد زیادی از کلیساهای بیزانس، عمدتاً از قرن ۱۳ و همچنین چندین مسجد است که در دوران عثمانی در سال ۱۴۱۷ ساخته شده‌است.